# Етно парк у Купинову
Етно парк у Купинову, налази се у улици Бранка Маџаревића бр. 140, општина Пећинци. Заштићен је као споменик културе од великог значаја од 1997. године.

## Положај и изглед
Заштићени комплекс представља некадашње језгро Купинова. Етно парк чини девет окућница, међу којима се налази окућница која је најстарија у селу и датира из XVIII века. Остале окућнице су изграђене током XIX и 20. века по узору и на месту старијих кућа. Овај комплекс је замишљен као језгро етнопарка које је додатно допуњено са највреднијим примерима народног градитељства из села, али и околине. 
Најстарија кућа се налази у близини цркве, а припадала је породици Путник. На њој су вршени санациони и конзерваторско-рестаураторски радови у периоду од 1977–1981. године, када је првобитни кровни покривач од трске враћен. Додатно, кућа је обновљена 1994. и 1995. године.
Грађевина је чеоном страном окренута ка улици. Око 10 m је увучена у двориште. Зидови су изграђени од плетара, блата и окречени су. Сама грађевина је саграђена на соклу од опеке. Гонак се протеже дужином целе куће и карактеришу га дрвени стубови и аркаде између њих. Из гонака који има дашчану оградицу перду, улази се у средњу просторију, задњу и предњу собу, али и кухињу. У кухињи се налази простор за огњиште, изнад ког се налази отворени оџак. Подрум се налази испод задње собе. Сви прозори су једноставне грађе, осим прозора који се налазе на уличној фасади. Ови прозори су са дрвеним шалукатрама.

## Галерија
- Унутрашњост куће
- Амбар са котобањом
- Амбар са котобањом
- Амбар са котобањом детаљи